# Kolbe
 For alternative betydninger, se Kolbe (flertydig). (Se også artikler, som begynder med Kolbe)
En kolbe er en beholder, typisk af glas og med relativt snæver hals, som benyttes til kemiske reaktioner og til destillationer, for eksempel i kemilaboratorier.